# 刘芳亮
劉芳亮（？—1646年或1649年 †），西安人，明末人物，大顺重要将领。
明末民变，刘芳亮早年追隨李自成，为闯军重要将领之一，早期活动不详。
崇祯十六年三月，李自成在襄阳定军制，刘芳亮任左营制将军。八月，明三边总督孙传庭率明军入河南，刘芳亮、袁宗第分率左右营伏击明军。九月二十二日，李自成与孙传庭在南阳会战，刘芳亮等率军设三道伏兵合击，明军大败。随后，刘芳亮随李自成入关中，连克耀州、同官、洛川、绥德，进抵米脂。克榆林后，李过率军北上攻府谷，刘芳亮率军西攻庆阳。崇祯十七年（1644年），李自成西安建国，大封功臣，刘芳亮封磁侯。
随后，李自成发动灭明战争，亲率大顺军直取京师。南路刘芳亮率左营及陈永福、刘忠迂回进攻京师。劉芳亮率军东进阳城，越过太行山，东出固关后，真定知府丘茂华、游击谢素福出降，大学士李建泰在保定投降。入北京，占领大名府，“布州县伪官，毒掠缙绅”。
吳三桂引清兵入關後，隨李自成撤出陕西，入湖广。清順治二年、南明泓光元年（1645年），李自成在九宫山遇害，劉芳亮与田见秀、高一功部會合，投效南明組成忠贞营，坚持抗清。次年（1646年），北围荆州，遭清兵突袭而死。一说南明永历三年（1649年），与刘希尧战死于郴州（今湖南郴县）。